# 黑森州劳特巴赫
黑森州劳特巴赫（德語：Lauterbach (Hessen)），简称劳特巴赫（德語：Lauterbach，發音：[ˈlaʊtɐbax] ⓘ），是德国黑森州吉森行政区福格尔斯山县的城市，也是福格尔斯山县的县治，面积102平方千米，2023年12月31日人口为13,883人。